# Oskar Hergt

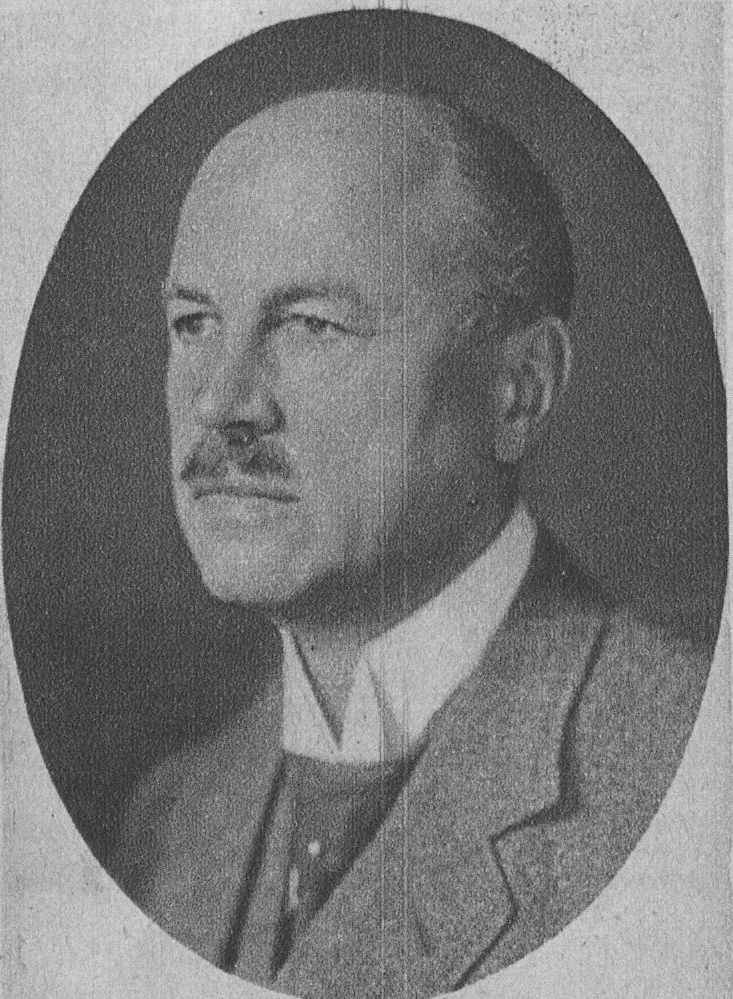
Oskar Hergt, um 1924

Oskar Hergt (ca. 1920)

Oskar Gustav Rudolf Hergt, auch Oscar (* 22. Oktober 1869 in Naumburg; † 9. Mai 1967 in Göttingen), war ein deutscher Verwaltungsjurist und Politiker der Deutschnationalen Volkspartei (DNVP). Er war von 1918 bis 1924 Parteivorsitzender der DNVP, von 1920 bis 1933 Mitglied des Reichstages sowie von 1927 bis 1928 Reichsjustizminister und stellvertretender Reichskanzler im Kabinett Marx IV. 

## Leben und Beruf
Hergt wurde als Sohn eines Kaufmanns geboren. Nach dem Abitur am Domgymnasium Naumburg nahm er ein Studium der Rechtswissenschaften an den Universitäten Würzburg, München und Berlin auf, das er mit beiden juristischen Staatsexamina beendete. Er war zunächst Gerichtsreferendar und Assessor in der preußischen Provinz Sachsen, wurde später Amtsrichter in Liebenwerda und war von 1902 bis 1904 als Regierungsrat in Hildesheim sowie beim Oberpräsidium in Hannover tätig. Von 1904 bis 1914 war er Verwaltungsbeamter im preußischen Finanzministerium. Hergt wurde 1905 zum Geheimen Finanzrat, später zum Vortragenden Rat und schließlich zum Geheimen Oberfinanzrat ernannt. Ab 1909 war er General-Berichterstatter für den Etat im Preußischen Landtag. Ab 1933 lebte er zurückgezogen vom politischen Leben in Göttingen.

## Partei
Während der Zeit des Deutschen Kaiserreichs war Hergt parteilos, stand allerdings den Freikonservativen nahe. Nach dem Ersten Weltkrieg gehörte er zu den Mitbegründern der DNVP und wurde am 19. Dezember 1918 zu deren erstem Reichsvorsitzenden gewählt. Als Parteivorsitzender vertrat Hergt eine gemäßigte Linie. Gegen den Widerstand des altkonservativen rechten Parteiflügels versuchte er diesen zu schwächen und die DNVP von einer antidemokratischen in eine christlich-konservative Volkspartei mit einer breiten Basis in allen Schichten umzuwandeln. Obwohl Hergt als Monarchist entschiedener Gegner der Weimarer Republik war, lehnte er politische Umsturzversuche ab. Nachdem einige DNVP-Reichstagsabgeordnete 1924 dem Dawes-Plan zugestimmt hatten, geriet Hergt zunehmend in die Kritik. Daraufhin legte er am 23. Oktober 1924 den Parteivorsitz nieder. Als sein kommissarischer Nachfolger wurde Johann Friedrich Winckler bestimmt, der das Amt bis 1926 ausübte. Im Oktober 1928 kandidierte Hergt erneut für den Vorsitz der DNVP, unterlag bei der Wahl aber Alfred Hugenberg.

## Abgeordneter

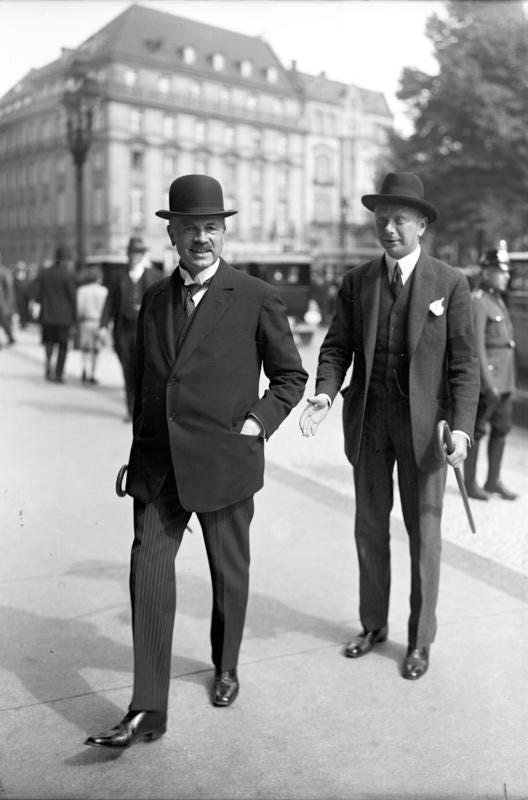
Reichstagsabgeordnete Oskar Hergt und Werner von Rheinbaben (1928)

Hergt war von 1919 bis 1923 Mitglied zunächst der Verfassungsgebenden Preußischen Landesversammlung und dann des Preußischen Landtags. Er gehörte von Juni 1920 bis November 1933 dem Reichstag an und war dort von 1920 bis 1924 Vorsitzender der DNVP-Fraktion. Im Parlament vertrat er die Wahlkreise Liegnitz und Hessen-Nassau.

## Öffentliche Ämter
Hergt war 1915/16 Regierungspräsident in Liegnitz und hatte 1916/17 das gleiche Amt in Oppeln inne. Von August 1917 bis zum 7. November 1918 amtierte er als königlich preußischer Finanzminister.
Vom 28. Januar 1927 bis zum 28. Juni 1928 war er Reichsjustizminister in der von Reichskanzler Wilhelm Marx geführten Regierung. Gleichzeitig hatte er das Amt des stellvertretenden Reichskanzlers inne.